# Wartość minimalna przebiegu

Definicja wartości maksymalnej (szczytowej) okresowego przebiegu czasowego

Wartość minimalna przebiegu jest zdefiniowana jako najniższa wartość chwilowa amplitudy dowolnego przebiegu czasowego.
Dla przebiegów okresowych zmiennych okresowo wartość minimalna jest wartością najniższą dla jednego okresu. Wartość minimalna jest czasem używana w analizie obwodów elektrycznych i elektronicznych.